# London Hilton on Park Lane
El London Hilton on Park Lane es un hotel situado en Park Lane, en el exclusivo barrio de Mayfair de Londres, con vistas de Hyde Park. Tiene 101 m de altura, 28 plantas y 453 habitaciones incluidas 56 suites y un restaurante con una estrella Michelin llamado Galvin at Windows en la planta más alta.
El hotel abrió sus puertas con el nombre de London Hilton el 17 de abril de 1963. El edificio tiene una estructura de hormigón, fue diseñado por William B. Tabler, un conocido arquitecto que diseñó numerosos hoteles Hilton, y se encuentra en la ubicación de la antigua Londonderry House.
El 24 de agosto de 1967, The Beatles se encontraron con Maharishi Mahesh Yogi en el Hilton y posteriormente fueron a Uttar Pradesh con él para meditar.
El 5 de septiembre de 1975, el London Hilton fue el objetivo de una bomba colocada por el IRA que provocó la muerte de dos personas e hirió a otras sesenta y tres.
Durante la década de 1990, el Pools Panel se reunía cada sábado en una sala de reuniones del hotel.
El 1 de julio de 2011 se declaró un incendio en el hotel. No hubo muertos ni heridos, y los daños se limitaron a unas pocas de las plantas más bajas.
En septiembre de 2016, el Hilton Park Lane anunció su colaboración con la estilista Rachel Anthony para ofrecer servicios personalizados de estilismo personal a sus huéspedes.
En el hotel también se produjo la muerte de la vocalista de The Cranberries Dolores O'Riordan el 15 de enero de 2018 a la edad de cuarenta y seis años. Se ahogó en la bañera de su habitación (la número 2005) tras beber una cantidad excesiva de alcohol. En el momento de su muerte, estaba previsto que grabara con Bad Wolves su versión del sencillo de 1994 de The Cranberries Zombie.
El hotel ha ganado los siguientes premios:
- «Mejor hotel de negocios en el Reino Unido en 2011» del UK Business Traveller Magazine.
- «Mejor hotel de Europa en 2010» por German Business Traveller Magazine.
- «Mejor hotel de negocios de Inglaterra en 2009» por World Travel Awards Europe.